# Goniastrea palauensis
Goniastrea palauensis är en korallart som först beskrevs av Yabe, Sugiyama och Katsuyuki Eguchi 1936.  Goniastrea palauensis ingår i släktet Goniastrea och familjen Faviidae. IUCN kategoriserar arten globalt som nära hotad. Inga underarter finns listade i Catalogue of Life.